# Trentepohlia (Mongoma) pallidiventris
Trentepohlia (Mongoma) pallidiventris is een tweevleugelige uit de familie steltmuggen (Limoniidae). De soort komt voor in het Oriëntaals gebied.